# Jasper Philipsen
Jasper Philipsen (Mol, 2 marzo 1998) è un ciclista su strada belga che corre per il team Alpecin-Deceuninck.
Professionista dal 2018, ha caratteristiche di velocista: in carriera si è aggiudicato un'edizione della Milano-Sanremo (nel 2024), dieci tappe al Tour de France, dove ha conquistato anche una classifica a punti (nel 2023), e tre tappe alla Vuelta a España.

## Palmarès

### Strada
- 2015 (Juniores)

Campionati belgi, Cronometro Junior
- 2016 (Juniores)

Guido Reybrouck Classic
E3 Harelbeke Junioren
Campionati belgi, Cronometro Junior
- 2017 (BMC Development Team)

2ª tappa Triptyque des Monts et Châteaux (Frasnes-lez-Anvaing > Péronnes-lez-Antoing)
Classifica generale Triptyque des Monts et Châteaux
4ª tappa Giro d'Italia Under-23 (Gabicce Mare > Gabicce Mare)
2ª tappa Tour Alsace (Belfort > Blotzheim)
5ª tappa Olympia's Tour (Offenbeek > Offenbeek)
Parigi-Tours Espoirs
- 2018 (Hagens Berman Axeon, una vittoria)

1ª tappa Triptyque des Monts et Châteaux (Pecq > Flobecq)
2ª tappa Triptyque des Monts et Châteaux (Tournai > Leuze-en-Hainaut)
Classifica generale Triptyque des Monts et Châteaux
3ª tappa Giro d'Italia Under-23 (Rio Saliceto > Mornico al Serio)
4ª tappa Tour of Utah (Salt Lake City > Salt Lake City)
Gylne Gutuer
- 2019 (UAE Team Emirates, una vittoria)

3ª tappa Tour Down Under (Glenelg > Strathalbyn)
- 2020 (UAE Team Emirates, tre vittorie)

3ª tappa Tour du Limousin (Ussac > Chamberet)
1ª tappa BinckBank Tour (Blankenberge > Ardooie)
15ª tappa Vuelta a España (Mos > Puebla de Sanabria)
- 2021 (Alpecin-Fenix, nove vittorie)

Scheldeprijs
6ª tappa Giro di Turchia (Fethiye > Marmaris)
7ª tappa Giro di Turchia (Marmaris > Turgutreis)
2ª tappa Vuelta a España (Caleruega > Burgos)
5ª tappa Vuelta a España (Tarancón > Albacete)
Kampioenschap van Vlaanderen
Eschborn-Francoforte
Grand Prix de Denain
Parigi-Chauny
- 2022 (Alpecin-Fenix/Alpecin-Deceuninck, nove vittorie)

1ª tappa UAE Tour (Madinat Zayed > Madinat Zayed)
5ª tappa UAE Tour (Ras al Khaimah > Al Marjan Island)
3ª tappa Giro di Turchia (Çeşme > Smirne)
2ª tappa Giro del Belgio (Beveren > Knokke-Heist)
15ª tappa Tour de France (Rodez > Carcassonne)
21ª tappa Tour de France (Paris La Défense Arena > Parigi/Champs-Élysées)
4ª tappa Giro di Danimarca (Skive > Skive)
Omloop van het Houtland
Parigi-Bourges
- 2023 (Alpecin-Deceuninck, diciannove vittorie)

3ª tappa Tirreno-Adriatico (Follonica > Foligno)
7ª tappa Tirreno-Adriatico (San Benedetto del Tronto > San Benedetto del Tronto)
Classic Brugge-De Panne
Scheldeprijs
Elfstedenronde
1ª tappa Giro del Belgio (Scherpenheuvel-Zichem > Scherpenheuvel-Zichem)
3ª tappa Tour de France (Amorebieta-Etxano > Bayonne)
4ª tappa Tour de France (Dax > Nogaro)
7ª tappa Tour de France (Mont-de-Marsan > Bordeaux)
11ª tappa Tour de France (Clermont-Ferrand > Moulins)
1ª tappa Renewi Tour (Blankenberge > Ardooie)
Kampioenschap van Vlaanderen
Gooikse Pijl
Parigi-Chauny
Visit Friesland Elfsteden Race
1ª tappa Giro di Turchia (Alanya > Adalia)
2ª tappa Giro di Turchia (Kemer > Kalkan)
4ª tappa Giro di Turchia (Fethiye > Marmaris)
8ª tappa Giro di Turchia (Istanbul > Istanbul)
- 2024 (Alpecin-Deceuninck, nove vittorie)

2ª tappa Tirreno-Adriatico (Camaiore > Follonica)
Milano-Sanremo
Classic Brugge-De Panne
3ª tappa Giro del Belgio (Turnhout > Scherpenheuvel-Zichem)
10ª tappa Tour de France (Orléans > Saint-Amand-Montrond)
13ª tappa Tour de France (Agen > Pau)
16ª tappa Tour de France (Gruissan > Nîmes)
4ª tappa Renewi Tour (Oostburg > Aalter)
Münsterland Giro
- 2025 (Alpecin-Deceuninck, tre vittorie)

Kuurne-Bruxelles-Kuurne
2ª tappa Giro del Belgio (Beringen > Putte)
1ª tappa Tour de France (Lilla > Lilla)

#### Altri successi
- 2017 (BMC Development Team)

Classifica a punti Triptyque des Monts et Châteaux
Classifica giovani Triptyque des Monts et Châteaux
Classifica a punti Giro d'Italia Under-23
- 2018 (Hagens Berman Axeon)

Classifica a punti Triptyque des Monts et Châteaux
Trofee Maarten Wynants
- 2020 (UAE Team Emirates)

Classifica a punti Tour Down Under
- 2021 (Alpecin-Fenix)

Classifica a punti Giro di Turchia
- 2022 (Alpecin-Fenix/Alpecin-Deceuninck)

Classifica a punti UAE Tour
Classifica a punti Giro di Turchia
Criterium van Aalst
Criterium van Putte
Saitama Criterium
- 2023 (Alpecin-Deceuninck)

Classifica a punti Tour de France
Criterium van Roeselare
Draai van de Kaai
Classifica a punti Giro di Turchia
Singapore Criterium
- 2024 (Alpecin-Deceuninck)

Classifica a punti Giro del Belgio
Profronde Westland
Classifica a punti Renewi Tour

## Piazzamenti

### Grandi Giri
- Tour de France

2019: non partito (12ª tappa)
2021: 109º
2022: 91º
2023: 97º
2024: 128º
2025: ritirato (3ª tappa)
- Vuelta a España

2020: 84º
2021: non partito (11ª tappa)

### Classiche monumento
- Milano-Sanremo

2019: 149º
2022: 66º
2023: 15º
2024: vincitore
2025: 163º
- Giro delle Fiandre

2019: ritirato
2022: ritirato
- Parigi-Roubaix

2019: ritirato
2021: 41º
2023: 2º
2024: 2º
2025: 11º

### Competizioni mondiali
- Campionati del mondo

Richmond 2015 - Cronometro Junior: 6º
Richmond 2015 - In linea Junior: 37º
Doha 2016 - Cronometro Junior: 18º
Doha 2016 - In linea Junior: non partito
Bergen 2017 - In linea Under-23: 99º
Yorkshire 2019 - In linea Under-23: 42º
Glasgow 2023 - In linea Elite: ritirato

### Competizioni europee
- Campionati europei

Tartu 2015 - Cronometro Junior: 12º
Tartu 2015 - In linea Junior: 8º
Plumelec 2016 - Cronometro Junior: 17º
Plumelec 2016 - In linea Junior: 11º
Herning 2017 - In linea Under-23: 8º
Zlín 2018 - In linea Under-23: ritirato
Alkmaar 2019 - In linea Elite: 11º
Plouay 2020 - In linea Elite: ritirato
Limburgo 2024 - In linea Elite: 4º

## Riconoscimenti
Trofeo Flandrien nel 2023